# 橋上義孝
橋上 義孝（はしがみ よしたか、1930年〈昭和5年〉3月30日 - 2012年〈平成24年〉11月17日）は、日本の政治家。大阪府河内長野市長（3期）。

## 経歴
大阪府出身。近畿大学法学部卒。河内長野市議会議員、同議長を経て、1996年〈平成8年〉の河内長野市長選挙に立候補し、当選。2000年〈平成12年〉、2004年〈平成16年〉と連続当選（2004年は無投票当選）。
在任中は市内にふれあい考古館の開館、シンボルキャラクターのデザインと愛称の決定、市のホームページ開設、南河内清掃施設組合第2清掃工場の稼働、子育て支援センターの開設、市民交流センターと図書館の開館、市の第4次総合計画策定、子ども教育支援センター（川谷会館）の設置などがある。
2008年〈平成20年〉に市長を任期満了により退任。2012年〈平成24年〉に死去した。